# U 998
U 998 war ein deutsches Unterseeboot des Typs VII C/41, ein sogenanntes „Atlantikboot“, das im Zweiten Weltkrieg durch die Kriegsmarine eingesetzt wurde.

## Technische Daten
Ein Typ VII C-Boot erreichte, getrieben von zwei Dieselmotoren bei der Überwasserfahrt eine Geschwindigkeit von 17 Knoten, hatte eine maximale Reichweite von 6500 sm und konnte unter Wasser mithilfe der zwei Elektromotoren 7,8 Knoten Fahrt machen, bei einer maximalen Reichweite von 80 sm.

## Kommandant
- 7. Oktober 1943 bis 27. Juni 1944 Kptlt. Hans Fiedler[1]

## Einsatz und Geschichte
Das U-Boot gehörte vom 7. Oktober 1943 bis zum Juni 1944 als Ausbildungsboot und anschließend als Frontboot zur 5. U-Flottille (Kiel).
Unternehmung – 12. Juni 1944 bis 17. Juni 1944
Operationsgebiet: Defensiv-Aufstellung vor der Küste Norwegens
- 12. Juni 1944 – aus Kiel ausgelaufen.
- 17. Juni 1944 – in Bergen eingelaufen.[3]

## Verlust des Bootes
U 998 wurde am 16. Juni 1944 durch ein norwegisches Flugzeug des Typs De Havilland DH.98 Mosquito beschädigt.
Am 27. Juni 1944 wurde es in Bergen außer Dienst gestellt. 1944/1945 wurde es noch teilweise abgebrochen. Die Reste von U 998 wurden nach dem Krieg von den Norwegern verwendet.